# سوبرمان
الرجل الخارق أو سوبرمان (بالإنجليزية: Superman)‏ هو شخصية خيالية وبطل خارق يظهر في منشورات دي سي كومكس. أنه يدعى بالبطل الجبار وبزغ نجمه في عام 1938. يشتهر بلقب الرجل الفولاذي. ظهر الرجل الخارق على صفحات العدد الأول من قصص الحركة المصورة (أكشن كومكس) بشهر يونيو من عام 1938. فقد أصبح الرجل الخارق (سوبرمان) تدريجياً أشهر بطل خارق في العالم. جعل مجلة الرجل الخارق أشهر مجلة مصورة في العالم وتمت ترجمتها لأغلب لغات العالم.
مخترعا شخصية سوبرمان هما جيري سيغل (Jerry Siegel) وجو شاستر (Joe Shuster) أثناء عملها لدى شركة ناشيونال كومكس (National Comics) والتي أصبحت اليوم تحمل اسم دي سي كومكس (DC Comics). تطورت قصص سوبرمان من صفحات المجلات إلى مسلسلات الإذاعة ثم التلفزيون ثم الأفلام السينمائية وألعاب الفيديو.

## القصة
وُلد سوبرمان في كوكب كريبتون. وهو حمل اسم كال-إل (Kal-El). وجاءت ولادته قبل عامين (أو ثلاثة) من انفجار كوكبه كريبتون وفنائه. قام والده العالم جور-إل (Jor-El) بوضعه في صاروخ وجهه إلى كوكب الأرض أطلقه قبل دمار كوكب كريبتون بثوان قليلة. كان والد سوبرمان قد تنبأ بأن كوكب كريبتون على وشك الانفجار، على أن أحدًا من مواطنيه لم يصدقه، ولذا عمد جور إلى إنقاذ ابنه وزوجته لارا -والدة سوبرمان- لكنها رفضت أن تترك زوجها وآثرت البقاء معه (وهي أملت أنها بذلك تزيد من فرص نجاة ابنها على متن سفينته الفضائية). سبب اختيار كوكب الأرض هو ضعف جاذبيتها الأرضية (مقارنة بتلك على كوكب كريبتون) وبسبب الشمس الصفراء التي تضيء نهار الأرض.
انتهى الحال بسوبرمان الصغير بالهبوط على كوكب الأرض. وتحديدًا في مدينة سمولفيل، حيث عثر عليه وتبناه جوناثان كنت وزوجته مارثا كنت. وبينما سوبرمان الصغير ينمو ويكبر. بدأ الصبي يكتشف أن لديه قدرات خارقة تفوق مثيلاتها لدى البشر. أثناء عدم انشغاله بمحاربة الأشرار. عاش سوبرمان حياته كصحفي يعمل في جريدة ديلي بلانت. استخدمها كغطاء له يعينه على حياته المزدوجة (الأنا الأخرى)، وهو حمل اسم كلارك كنت ويعيش في المدينة الأمريكية الخيالية تدعى «متروبوليس».
حب كلارك كنت الأول والأقوى كان من نصيب زميلته الصحفية لويس لين، وبعد قصص غرام وجذب وشد. تزوج كلارك كنت من حبيبته لويز في سلاسل متأخرة من قصص سوبرمان. تغيرت وتطورت صفات وملامح وقدرات سوبرمان الخارقة على مر السنين ومن تحوله من قصص مصورة إلى مسلسلات اذاعية ثم مصورة ثم أفلام سينمائية ثم كرتونية والعاب فيديو.

## سوبرمان باللغة العربية

العدد الأول من مجلة سوبرمان العربية

بدأ نشر قصص سوبرمان مترجمة باللغة العربية ضمن سلسلة المطبوعات المصورة اللبنانية، وعرفت باسم «سوبرمان البطل الجبار». صدرت أول عدد عام 1963 ووقفت إصدارها خلال الحرب الأهلية اللبنانية. وشملت سلسلة من الشخصيات المتعلقة به مثل «الطفل الجبار» وتحكي مغامرته وهو طفل، «الفتى الجبار» وتدور حول قصصه وهو يافعً شاب، و«الحسناء الجبارة» وهي قريبته ذات نفس الصفات. كما تشارك في بعض المغامرات مع شخصيات أخرى عرفت «برابطة الأبطال الجبابرة». كما كان هناك بعض القصص عن «الكلب الجبار». وكانت قصصه تدور في مدينتي زوس ومور وبعض الأحيان في «كندور» عاصمة كريبتون التي قلصها فخري وحفظها في زجاجة. وكان يملك مخباء سريا في القطب الشمالي. وواجه العديد من الأشرار أشهرهم «صلاح» و«فخري».

## التعريب
تم تعريب أسماء الشخصيات علي النحو التالي:
- كال- أل: سعيد، اسم سوبرمان على كوكب كريبتون
- كلارك كنت: نبيل فوزي، شخصية سوبرمان السرية
- جور-إل: نجيب، والد سوبرمان الكريبتوني.
- جوناثان ومارثا كنت: شريف وهدى فوزي، والدي سوبرمان الأرضيان
- كريبتو: كريبتو اسم كلب سوبرمان وهو أيضا من كوكب كريبتون
- لويز لاين: رندا، صديقة سوبرمان الصحافية
- لانا: وداد، صديقة طفولة سوبرمان
- جيمي أولسن: نديم حلمي، صديق سوبرمان المصور
- بيري وايت: وهيب جمال الدين، رئيس تحرير صحيفة الكوكب اليومي
- لكس لوثر: صلاح، عدو سوبرمان اللدود
- برينياك: فخري، عدو سوبرمان
- ميتروبوليس: مور، مدينة نبيل فوزي الرجل
- سمولفيل: زوس، مدينة نبيل فوزي الفتى

## أصدقاء سوبرمان الجبابرة
كان لسوبرمان عدة أصدقاء جبابرة أشتركوا في رابطة العدل ومنهم:
- الرجل الوطواط : وشخصيته السرية هي بروس واين وهو مليونير في مدينة غوثام،[2] ويقع مقره السري في كهف تحت قصره وهو لا يملك قوة خارقة ولكن بنية جسدية قوية ومهارات أكروباتية وحزام حول وسطة به عدة التنكر وبعض القنابل وطبعاً النجمة الوطواطية التي تشبه في مفعولها نجمة أبطال النينجا.
- البرق : وهو يستطيع أن يتحرك ويهتز ويرتج بسرعات خارقة تمكنه من اختراق الحوائط والتنقل في الزمن
- الفانوس الأخضر : ويكتسب قواه من الفانوس الأخضر الذي ورثه عن سلفه من عصبة أصحاب الفوانيس الخضراء حراس الكون
- الحسناء الجبارة : وهي قريبة سوبرمان من كوكب كريبتون ولها نفس قواه تقريباً

هذا هو الإصدار الأول باللغة العربية لهذه المجلة وصدرت المجلة عن دار المطبوعات المصورة ببيروت وصدر أول عدد منها بتاريخ الخميس 6 فبراير 1964، استمرت المجلة في الإصدار حتى العدد 612 تاريخ إصدار العدد الأخير غير معروف ولكن كان في عام أوائل 1976 حيث ان اخر تاريخ مدون على المجلة كان بالعدد 605 وكان بتاريخ 25 سبتمبر 1975 المجلة كانت تلاقي رواجاً كبيراً بين الأطفال في الستينات والسبعينات وما زال الكبار حتى وقتنا هذا يستمتعوا بقصص المجلة.

## اقرأ أيضا
- سمولفيل
- عودة سوبرمان (فيلم)
- سوبرمان (رسوم متحركة)
- كلارك كينت
- باتمان

## وصلات خارجية
- سوبرمان على مشروع الدليل المفتوح